# Bally France
Pour les articles homonymes, voir Bally.
Bally France est une entreprise française fondée en 1971 qui commercialise des machines à sous, située à Saint-Ouen. Bally France est né en 1971 en tant que filiale du groupe Bally Manufacturing, depuis sa création. Depuis 1986, une scission est survenue, l'entreprise est indépendante. Depuis sa création ainsi qu'après son indépendance, l'entreprise ne réalise que des importations et distributions de produits manufacturés par d'autres entreprises,.

## Description
Bally France a été fondé en 1971 par Bally Manufacturing comme filiale du groupe, alors que l'entreprise était en plein essor. Bally France distribuait les productions de la maison mère en France, notamment les flippers. En 1986, une scission est opérée et l’entreprise devient indépendante. Depuis l'entreprise distribue des machines à sous de plusieurs entreprises comme Bally Technologies, WMS Industries, Novomatic.

## Liste de produits
Machines à sous